# HD 114729
HD 114729 är en dubbelstjärna belägen i den norra delen av stjärnbilden Kentauren. Den har en skenbar magnitud av ca 6,68 och kräver åtminstone en handkikare för att kunna observeras. Baserat på parallaxmätning inom Hipparcosuppdraget på ca 27,7 mas, beräknas den befinna sig på ett avstånd på ca 118 ljusår (ca 36 parsek) från solen. Den rör sig bort från solen med en heliocentrisk radialhastighet på ca 65 km/s.

## Egenskaper
Primärstjärnan HD 114729 A är en gul stjärna i huvudserien av spektralklass G0 V. Den har en massa som är ca 1 solmassor, en radie som är ca 1,4 solradier och har ca 2,3 gånger solens utstrålning av energi från dess fotosfär vid en effektiv temperatur av ca 5 900 K.
Följeslagaren HD 114729 B är en stjärna med 25,3 procent av solens massa och en projicerad separation av 282 ± 10 AE. 

## Planetsystem
År 2003 meddelade teamet i California and Carnegie Planet Search upptäckten av en exoplanet som kretsar kring stjärnan. Planeten kretsar i en mycket excentrisk bana på dubbla avståndet från stjärnan som det jorden har till solen. Den har en massa av åtminstone 95 procent (0,840) av en Jupitermassa och därmed minst 267 gånger massan av jorden.
| Planet | Massa           | Halv storaxel (AE) | Siderisk omloppstid (d) | Excentricitet | Inklination | Radie |
| ------ | --------------- | ------------------ | ----------------------- | ------------- | ----------- | ----- |
| b      | ≥0,95 ± 0,10 MJ | 2,11 ± 0,12        | 1 114 ± 15              | 0,167 ± 0,055 | -           | -     |